# إقليم سطات
إقليم سطات هو أحد الأقاليم المغربية حسب التقسيم الإداري المغربي. يقع إقليم سطات غرب المملكة وعاصمته هي مدينة سطات. يضم هذا الإقليم 956.904 نسمة (حسب الإحصاء الرسمي 2004).

## التقسيم الإداري
يضم إقليم سطات 8 بلديات و61 جماعة قروية:
- بن أحمد (بلدية)
- برشيد[3] (بلدية)
- الڭارة[3] (بلدية)
- لولاد (بلدية)
- أولاد عبو[3] (بلدية)
- أولاد امراح (بلدية)
- سطات (بلدية)

### الجماعات القروية
| - عين بلال - عين الضربان - عين نزاغ - ابن معاشو - بني خلوڭ - بني ياڭرين - بوڭرڭوح - دار الشافعي - الدروة - الفقراء أولاد عامر - ڭدانة - ڭيسر - جاقمة - قصبة بن مشيش - اخميسات الشاوية - لغنيميين | - لحلاف مزاب - لحوازة - لحساسنة - لخيايطة - الخزازرة - لمباركيين - لقراقرة - مشرع بن عبو - مسكورة - امڭارطو - امنيع - امريزيڭ - امزورة - انخيلة - واد النعناع | - أولاد عفيف - أولاد عامر - أولاد بوعلي النواجة - أولاد شبانة - أولاد فارس - أولاد فارس الحلة - أولاد فريحة - أولاد امحمد (إقليم سطات) - أولاد سعيد - أولاد الصغير - أولاد صباح - أولاد زيدان - رأس العين الشاوية - رياح - ريمة | - الساحل أولاد احريز - السڭامنة - سيدي عبد الخالق - سيدي عبد الكريم - سيدي أحمد الخدير - سيدي بومهدي - سيدي الذهبي - سيدي العايدي - سيدي حجاج - سيدي المكي - سيدي محمد بن رحال - سيدي رحال الشاطئ - السوالم - تامدروست - توالت - زاوية سيدي بنحمدون |